# Georges d'Amboise
Georges d'Amboise (1460 Chaumont – 25. května 1510 Lyon) byl francouzský římskokatolický kardinál, generálporučík, politik a státní ministr.

## Životopis

### Původ
Georges d'Amboise se narodil na zámku Chaumont. Jeho rodiči byli Pierre d'Amboise a Anna de Bueil. Byl členem šlechtické rodiny Amboise, která měla značný vliv ve Francouzském království, z devíti bratrů byli čtyři biskupové. Jeho otec byl komorníkem francouzských králů Karla VII. a Ludvíka XI. Nejstarší bratr Charles byl guvernérem Île-de-France, Champagne a Burgundska a královským radou Ludvíka XI.

### Dětství
V jeho 14 letech mu otec obstaral úřad v Montaubanské biskupství, král Ludvík XI. jej jmenoval Almonerem, jednalo se o úřad církevního úředníka nebo kaplana. Studoval kanonické právo, studium završil získáním titulu doktora práv.

### Církevní kariera
V roce 1482 jej francouzský král je navrhl na arcibiskupa z Narbonne, avšak papež s tím nesouhlasil a tak po roce rezignoval na úřad. V roce 1484 byl jmenován montaubanským biskupem. V roce 1487 byl uvězněn z důvodu vzpoury proti králi vévodou z Orleansu, pozdějším králem Ludvíkem XII. Následně složit přísahu věrnosti francouzskému králi Karlu VIII. V roce 1489 byl vysvěcen na kněze. V roce 1493 jej král Karel VIII. jmenoval arcibiskupem Rouenu, posléze byl potvrzen papežem Alexandrem VI. Dohodnul sňatek Karla VIII. s Annou Bretaňskou. V roce 1498 byl jmenován kardinálem.

### Politik
V roce 1498 zemřel Karel VIII. bez potomků a novým králem se stal Ludvík XII., který jej jmenoval státním ministrem. Jako ministr se zasadil o zrušení sňatku Ludvíka XII. se sestrou předešlého krále Johanou Francouzskou. V roce 1499 podepsal smlouvu s Benátkami, následně se podílel na francouzských kampaních v Italii. V roce 1501 bylo jeho přispěním dobyto Milánské vévodství. Ve stejném roce se pokusil dobýt Neapol. V roce 1503 usiloval o zvolení za papeže i s pomocí přítomností francouzského vojska, papežem byl přesto zvolen Julius II. Novým papežem byl jmenován doživotním papežským legátem ve Francii. Byl vyjednavačem smlouvy z Blois mezi Francii a římským císařem Maxmiliánem I. a smlouvy Cambrai namířené proti Benátkám.
Po celý život byl osvíceným patronem umění a na jeho příkaz byl postaven zámek Gaillon, kde shromažďoval převážně díla italských umělců.
Zemřel v roce 1510 v Lyonu.